# Wladimir Iwanowitsch Lamanski

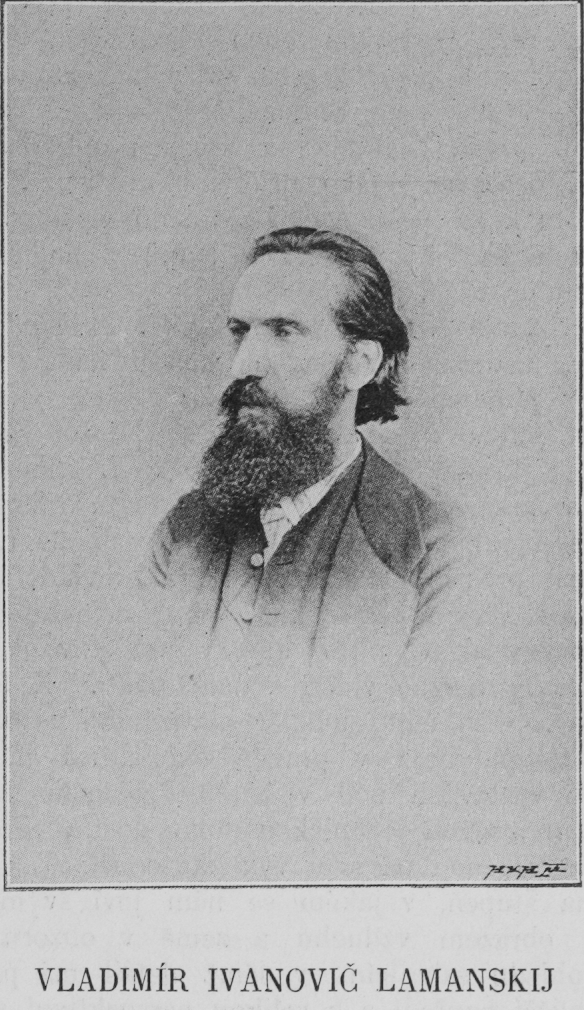
Wladimir Iwanowitsch Lamanski

Wladimir Iwanowitsch Lamanski (russisch Влади́мир Ива́нович Лама́нский, wiss. Transliteration Vladimir Ivanovič Lamanskij; * 26.jul. / 8. Juli 1833greg. in Sankt Petersburg; † 19. Novemberjul. / 2. Dezember 1914greg. in Petrograd) war ein russischer Slawist, Historiker und Philologe, der eine wichtige Rolle bei der Erforschung der slawischen Geschichte, Ethnographie und Sprachen gespielt hat.

## Frühes Leben und Karriere
Lamanski war Schüler an einem Sankt Petersburger Gymnasium und studierte an der Universität Sankt Petersburg, Fakultät für Geschichte und Philologie. Die Liste von Lamanskis Werken (mehr als 163 Titel) weist auf die vielseitige wissenschaftliche und publizistische Tätigkeit des Professors hin.
Viele Tatsachen und Handschriften aus der russischen Geschichte im XVIII und XIX Jh. wurden von Lamanski dem Archiv des Außenministeriums entnommen. Er beteiligte sich an den Veröffentlichungen der ethnographischen Abteilung der Russischen Geographischen Gesellschaft. Sein Interesse für die gesellschaftlichen Angelegenheiten zeigte sich im 1857 veröffentlichten Artikel Über die Wissensverbreitung in Russland («О распространении знаний в России»).
1859 ließ Lamanski die mit dem Demidow-Preis von der Akademie der Wissenschaften ausgezeichnete Dissertation Über die Slawen in Kleinasien, Afrika und Spanien («О славянах в Малой Азии, Африке и Испании») drucken. Von 1862 bis 1864 reiste er in den slawischen Ländern und veröffentlichte eine Reihe beschreibender Werke: Serbien und die südslawischen Provinzen Österreichs  («Сербия и южно-славянские провинции Австрии»), Die italienische und slawische Nationalitäten im politischen und kulturellen Bereich («Национальности итальянская и славянская в политическом и культурном отношениях») in Otetschestwennyje Sapiski, 1864, in denen er die Ideen der Slawophilen hinsichtlich der Besonderheiten der Slawen und ihrer Aufklärung schilderte und entwickelte.
Während seiner Reisen sammelte Wladimir Iwanowitsch Lamanski eine Reihe von Handschriften auf, die er in dem Werk Über einige slawische Handschriften in Belgrad, Zagreb und Wien, mit philologischen und geschichtlichen Anmerkungen («О некоторых славянских рукописях в Белграде, Загребе и Вене, с филологическими и историческими примечаниями») herausgab. 1865 wurde er Hochschullehrer an der Universität Sankt  Petersburg und begann entschlossen die Idee über die Notwendigkeit der Forschung der Slawen, dem russischen Selbstbewusstsein zuliebe (Vorlesungen über slawische Geschichte, «Чтения о славянской истории»).
1899 wurde Lamanski Mitglied der Petersburger Akademie der Wissenschaften.

## Werke
Der Artikel Die italienische und slawische Nationalitäten im politischen und kulturellen Bereich sorgte für die Weltberühmtheit Lamanskis. Als Philologe wies Lamanski auf die zahlreichen und oft gegenseitig unverständlichen italienischen Dialekte hin und behauptete, dass die Sprachen der zwei entferntesten slawischen Völker viel näher stehen im Vergleich zu den italienischen Dialekten. Nach Ľudovít Štúr und Havlíček und anderen westslawischen Vertretern des Panslawismus äußerte Lamanski den Gedanken an die Existenz eines einheitlichen slawischen Volkes. Lamanski gelangte zur Überzeugung, dass die russische Sprache die Rolle einer gemeinslawischen Sprache ausführen kann, zumal zwei Drittel der slawischen Bevölkerung Russisch sprach, sie mehr oder weniger allen Slawen verständlich war und aufgrund der umfangreichen Literatur auf Russisch.
In der Zeitschrift des Ministeriums für Volksbildung ließ Lamanski einige Artikel mit dem Titel Die ungelöste Frage («Непорешенный вопрос») drucken, wo er die Bildung der altslawischen, russischen und bulgarischen Sprachen sowie die bulgarische schriftliche Tradition im 18. Jh. behandelte.
1870 wurde die Dissertation Über die Forschung der griechisch-slawischen Welt in Europa herausgegeben, in der er die im Westen vorherrschenden Meinungen über die Slawen kritisierte und die Theorie zweier aus religiöser, gesellschaftlicher und sittlicher Sicht unterschiedlicher Welten – der griechisch-slawischen (osteuropäischen) und der romano-germanischen (westeuropäischen) – entwickelt wird. Lamanski ließ zudem «Les Secrets d'état de Venise et les relations de la république à la fin du XV et. au XVI siècle avec les grecs, les slaves et les turcs» und sämtliche anderen Artikel über die slawischen Fragen drucken.
Seit 1890 redigierte Lamanski die Ausgabe der Russischen Geographischen Gesellschaft Lebendes Altertum («Живая старина»).
Wladimir Iwanowitsch Lamanski gab Rußland. Völlige erdkundliche Beschreibung unseres Vaterlandes («Россия. Полное географическое описание нашего отечества», 1899–1914) zusammen mit Semjonow-Tjan-Schanski heraus.
Lamanski war Anhänger der Ideen der Slawophilen, wobei er für Russland die Interessen anderer Völker als unentbehrlich betrachtete und verfocht die Reichsideen des berühmten Dichters Fjodor Iwanowitsch Tjuttschew.